# Gbely
Gbely (deutsch und ungarisch Egbell) ist eine Stadt im nördlichen Westen der Slowakei.

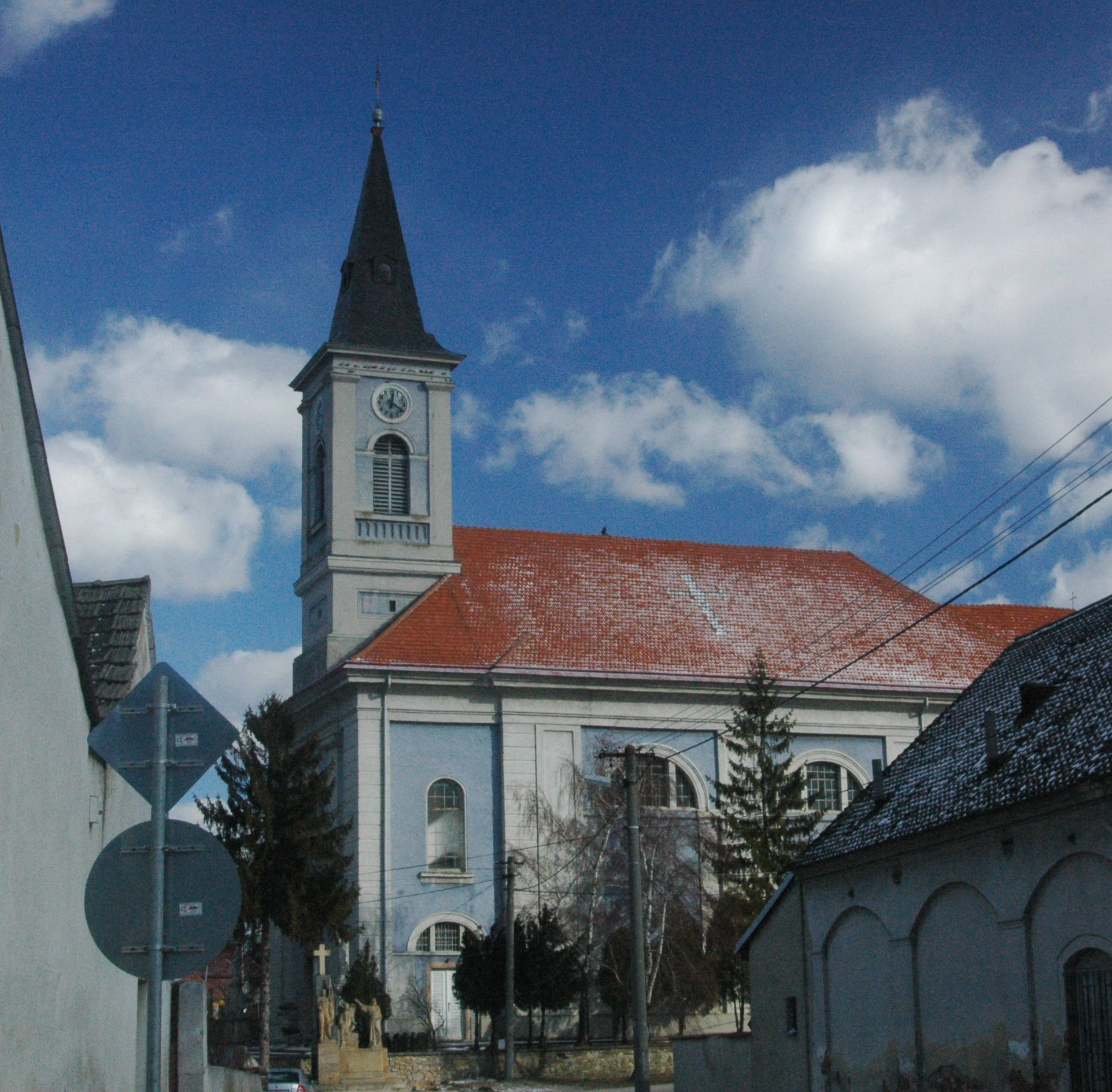
Kirche

Die Stadt wurde 1392 zum ersten Mal schriftlich erwähnt und besteht aus der eigentlichen Stadt Gbely und dem Ortsteil Cunín.
Hier befinden sich einige der wenigen slowakischen Erdölvorkommen, welche gleichen Ursprungs sind wie im angrenzenden niederösterreichischen Weinviertel.

## Bevölkerung
| Jahr:                | 1994. | 2004.   | 2014.   | 2024.   |
| -------------------- | ----- | ------- | ------- | ------- |
| Anzahl der Personen: | 5275  | 5119    | 5183    | 4837    |
| Unterschied:         |       | -2,95 % | +1,25 % | -6,67 % |

| Jahr:                | 2023. | 2024.   |
| -------------------- | ----- | ------- |
| Anzahl der Personen: | 4864  | 4837    |
| Unterschied:         |       | -0,55 % |